# Gartnerwand
Die Gartnerwand ist ein 2377 m ü. A. hoher Berg in den Lechtaler Alpen in Tirol.

## Lage und Umgebung
Zusammen mit dem östlich gelegenen Grubigstein bildet die Gartnerwand ein gewaltiges Massiv mit bis zu 500 Meter hohen brüchigen Abstürzen nach Norden und zerfurchten Schrofen nach Süden. 
Die nächstgelegenen Orte sind Bichlbach im Nordwesten, Lermoos im Nordosten und Biberwier im Osten. Südlich des Gipfels befindet sich der Fernpass.

## Besteigung
Geübte Bergsteiger können den etwa drei Kilometer langen Kamm auf einem in den Sommermonaten gesicherten Steig überschreiten.
- Über den Ostgrat

Vom Grubigstein (hierher rasch mit der Bergbahn) über einige Gratköpfe und quer durch eine steile Schrofenflanke auf einen breiten Graskamm, welcher den gerölligen Aufschwung zum Gipfel vermittelt. Einfachste Route, doch Trittsicherheit und Schwindelfreiheit sind bereits erforderlich. 1,5 Stunden ab Bergstation
- Über den Westgrat

Von Bichlbächle oder vom Fernpass zum Bichlbächler Jöchle, dort über einen steilen Geröllhang und einen breiten Graskamm zum Westgipfel der Gartnerwand. Nun deutlich anspruchsvoller etwas hinab, dann quer durch die sehr steile Südflanke und über Schrofen und plattige Risse (Schwierigkeit I) wieder hinauf zum Hauptgipfel. 4 Stunden ab Bichlbächle
- Über den Nordgrat

Vom Sommerbergjöchle (hierher etwa von Bichlbächle oder Lermoos-Obergarten) mit Hilfe einiger Eisentritte und Drahtseile über den brüchigen und gerölligen Nordgrat (II) auf den Nordgipfel und von diesem rasch zum Hauptgipfel. 3 Stunden ab Bichlbächle, 4 Stunden ab Obergarten

## Literatur und Karte

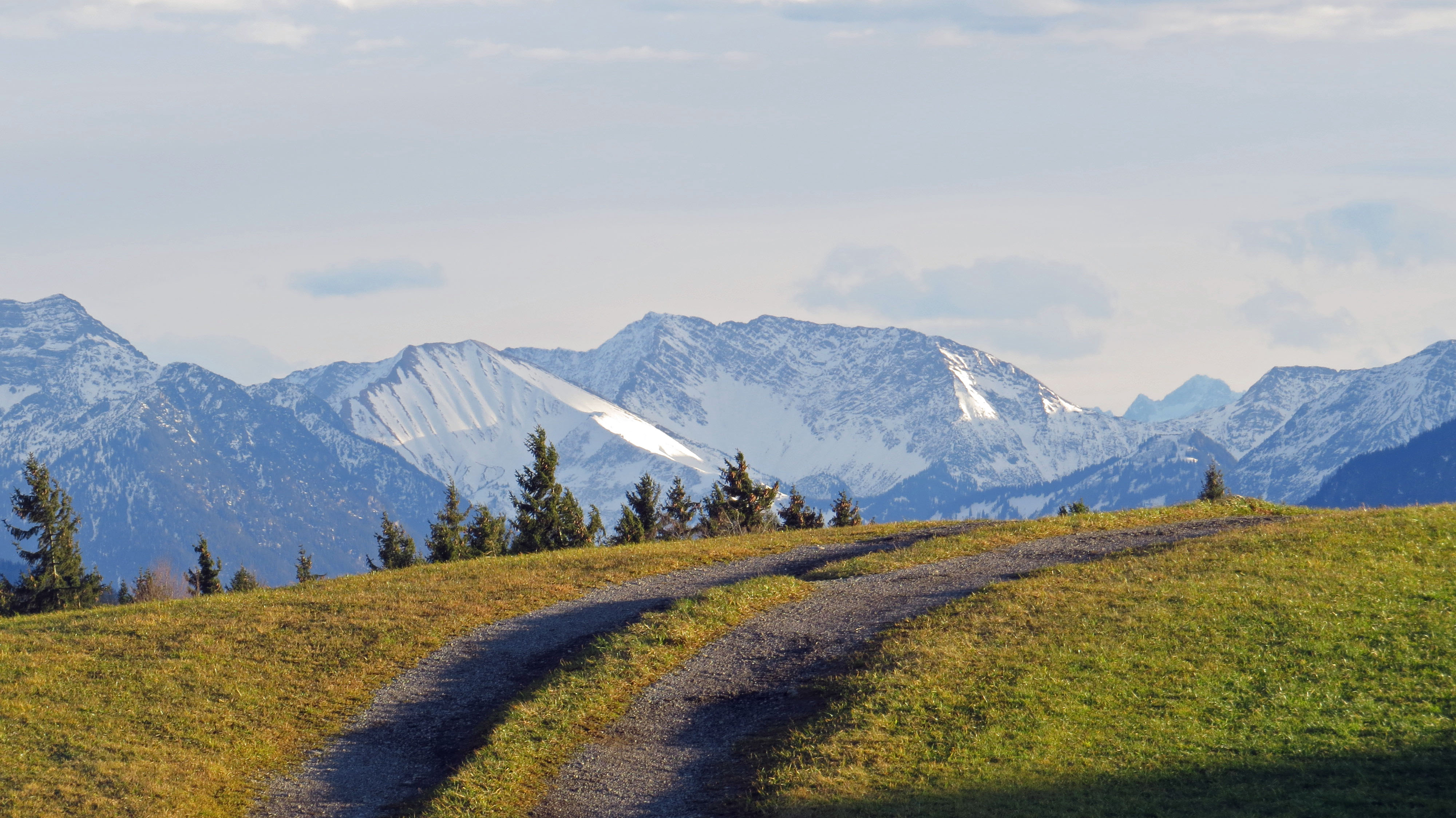
Bleispitze und Gartnerwand (Bildmitte) von Norden